# Дневници црне кутије
Дневници црне кутије (енгл. Black Box Diaries) је документарни филм из 2024. године у режији Шиори Ито. Филм приказује њену истрагу о сопственом случају преживљеног сексуалног напада.
Филм је премијерно приказан на филмском фестивалу Санденс 2024. године. Објављен је у Сједињеним Државама и Уједињеном Краљевству 25. октобра 2024. од стране MTV Documentary Films и Dogwoof, респективно. Филм је проглашен једним од 5 најбољих документарних филмова у 2024. од стране Националног одбора за ревизију и номинован за најбољи дугометражни документарни филм на 97. додели Оскара, награду коју је освојио филм Нема друге земље.

## Синопсис
Овај филм, дугометражни редитељски деби Шиори Ито, приказује њено путовање у  истраживање сексуалног насиља које је доживела.
Када се Ито састала са Норијукијем Јамагучијем, он је био шеф бироа ТБС-а у Вашингтону, главног емитера у Јапану. Био је познат по својим чланцима о премијеру Шинзу Абеу и познат по везама са утицајним владиним званичницима.
Филм почиње снимком сигурносних камера хотела у Токију, који приказује такси на улазу. На овом видео снимку, Јамагучи извлачи јако алкохолисану Ито из аутомобила и држи је док се креће према хотелској соби.
После ове ноћи, Ито је поднела пријаву полицији, тврдећи да је била сексуално злостављана употребом дроге за силовање. Међутим, полиција је одбила да прихвати случај, позивајући се на недостатак доказа које Ито не памти.
Када је Итоова страна добила снимак хотелског надзора, полиција је почела да иде даље са Јамагучијевим хапшењем и истрагом. Међутим, у последњем тренутку пре хапшења, истрага је необјашњиво обустављена, а случај је заустављен без подизања оптужнице.
Суочена са неуспехом истраге, Ито је одлучила да се јавно огласи. Она је лично присуствовала конференцији за штампу и изнела оптужбу откривајући и своје и право име друге стране. Ово је било изузетно ретко у случајевима сексуалног насиља у Јапану и изазвало је широку реакцију јавности. Као пионирска фигура у јапанском MeToo покрету, који је у то време добијао на замаху широм света, подигао се талас подршке од жена које су резоновале са њеним искуством. Међутим, суочила се и са олујом онлајн клевета, уз оптужбе да је имала политичку намеру да нападне владу.
Трпећи олују немилосрдне клевете и муке сексуалног насиља, Ито је наставила да истражује случај више од 7 година и на крају је добила грађанску парницу против Јамагучија.
Након њене историјске оптужбе, неколико жена у Јапану је такође јавило своја права имена да пријаве сексуално насиље. Овај покрет је послужио као катализатор, што је довело до ревизије закона о сексуалним деликтима 2023. године, чинећи сексуалне радње без пристанка законски кажњивим у Јапану, као и у другим земљама.
Једна од кључних фигура у филму је "Детектив А". Он је био тај који је Итоу директно дао кључну информацију да је налог за хапшење био издат, али потиснут. Филм сугерише да су ову одлуку донели високи владини званичници.
Направљен од њених снимака са паметног телефона и других приватних видео снимака, документарац приказује њену агонију и размишљања, бацајући светло на сексуално насиље у Јапану.

## Продукција
Филм је заснован на мемоарима из 2017. које је написала Ито. Филм је продуциран шест година, почевши убрзо након што је Ито одржала конференцију за штампу на којој је јавно оптужила истакнутог новинара за сексуални напад.
Ито га је и режирала, док су копродуценти Хана Аквилин и Ерик Нјари. Приход на благајнама широм света био је 7.000 долара првог викенда и износио је приближно 33.000 долара почетком марта 2023. године. Био је номинован за 33 филмске награде и освојио 21 од њих.

## Приказивање
Филм је имао своју светску премијеру на филмском фестивалу Санденс 2024. године 20. јануара у оквиру Светског кинематографског конкурса документарних филмова. Такође је приказан на South by Southwest 10. марта 2024, CPH:DOX 18. марта 2024 и Hot Docs Канадском међународном фестивалу документарног филма 29. априла 2024.
У мају 2024, MTV Documentary Films и Dogwoof су стекли права дистрибуције филма у САД и Великој Британији.
Филм је приказан на Међународном филмском фестивалу у Мелбурну у Мелбурну, Аустралија, у августу 2024. и на Филмском фестивалу у Аделајди 2024. у октобру.
Филм се такмичио у категорији документарног такмичења на 20. филмском фестивалу у Цириху у октобру 2024.4, где је освојио Златно око за најбољи документарац и награду публике за све конкурентске радове.
4. фебруара 2025. године, у Великој Британији, ББЦ је први пут емитовао документарни филм као епизоду 2 серије 29 свог дугогодишњег низа документарних филмова Сторивил, као део серије из 2025.
Почетком 2025. филм је номинован за Оскара у категорији најбољег дугометражног документарног филма.

### Јапан
Од фебруара 2025. нема планова за биоскопско приказивање у Јапану. Копродуцент Ерик Нјари изјавио је да су јапански биоскопи, „укључујући и оне којима смо се највише надали“, „у власништву великих корпорација које такође поседују хотеле“, што овај филм чини „посебно осетљивим случајем за њих“. Две француске организације заједно су покренуле петицију Change.org позивајући на хитно пуштање филма у Јапан.
У једном интервјуу, Ито је сама прокоментарисала да јапански дистрибутери „знају да ово није правно питање, али се плаше јавног мњења.“ Она је додала: „Људи које највише желим да видим овај филм су они у Јапану. Критике и дебате су неизбежне, али прво, само желим да га људи гледају.